# Épersy
Épersy là một xã thuộc tỉnh Savoie trong vùng Rhône-Alpes ở đông nam nước Pháp.